# Pashko Vasa

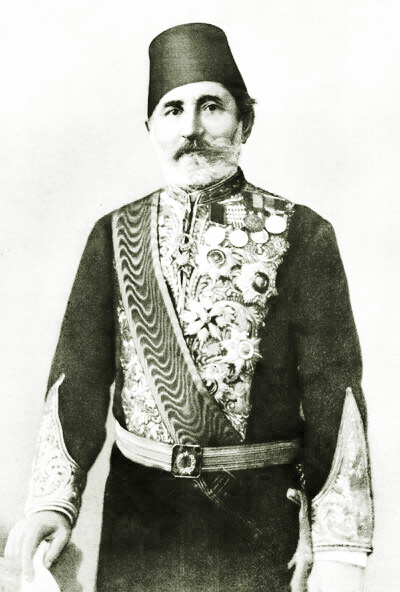
Pashko Vasa, Jahr unbekannt

Pashko Vasa (bekannt auch als Vaso Pascha oder Wassa Pasha; * 1825 in Shkodra; † 29. Juni 1892 in Beirut) war ein osmanisch-albanischer Schriftsteller und Politiker. Er war eine bedeutende Gestalt der Nationalbewegung Rilindja. Besonders bekannt ist Vasa bei seinen Landsleuten bis heute für sein Poem O moj Shqypni, das die Liebe zum albanischen Volk in Versen ausdrückt.

## Leben
Vasa entstammte einer katholischen Familie in Shkodra. Seine Elementarbildung erlangte er durch Privatunterricht und autodidaktische Studien. Dabei erlernte er mehrere europäische und orientalische Sprachen. Von 1842 bis 1847 arbeitete er als Sekretär im britischen Konsulat seiner Geburtsstadt. Im Alter von 22 Jahren ging Vasa nach Italien. 1848 nahm er in Bologna an der antiklerikalen Bewegung gegen die päpstliche Herrschaft teil. In Venedig beteiligte er sich im Sommer 1849 am Aufstand gegen die österreichische Herrschaft. Er wurde nach der Niederlage dieser Revolution verhaftet und ins Osmanische Reich ausgewiesen.
1855 heiratete Vasa. Seine Frau Drande und vier seiner fünf Kinder starben vor ihm.
In Istanbul, der Hauptstadt des Osmanischen Reiches, schlug Vasa nach einigen Anfangsschwierigkeiten eine erfolgreiche Verwaltungslaufbahn ein, bei der er bis zum Gouverneur des Vilâyets Libanon aufsteigen sollte. Seine erste Stelle fand er im osmanischen Außenministerium. Einige Zeit war er Botschaftssekretär in London. 1863/64 war Vasa wegen seiner serbokroatischen Sprachkenntnisse Mitglied einer Regierungskommission, die in Bosnien Daten für eine Verwaltungsreform sammelte.
Daneben engagierte er sich seit den 1860er Jahren stets auch in kulturellen und politischen Angelegenheiten seiner albanischen Heimat. 1860 war er zu einer Gruppe patriotisch gesinnter Albaner in Istanbul gestoßen, der auch Kostandin Kristoforidhi und Ismail Qemali angehörten. Mit Sami Frashëri und anderen albanischen Patrioten sprach er sich 1878 für die Verwendung des lateinischen Alphabets bei der Schaffung einer einheitlichen albanischen Schriftsprache aus.
Im Oktober 1879 war Vasa Mitbegründer der Istanbuler Gesellschaft für den Druck albanischen Schrifttums (albanisch Shoqëria e të shtypuri shkronja shqip) und ebenso beteiligte er sich an der Liga von Prizren. Wichtigstes politisches Ziel der Liga war, die Abtretung albanisch besiedelter Gebiete an Bulgarien zu verhindern, denn nach der Niederlage der Osmanen im Russisch-Osmanischen Krieg von 1877/78 wollte Russland im Frieden von San Stefano einen bulgarischen Staat schaffen, dessen Gebiet im Westen bis jenseits des Ohridsees reichen sollte. Als angesehener Verwaltungsbeamter vertrat Vasa die albanischen Interessen gleichermaßen in Istanbul und im westlichen Ausland. So ließ er zum Beispiel dem britischen Außenminister Edward Henry Stanley eine Denkschrift zukommen, in der er darlegte, dass die Bildung eines großbulgarischen Staats nicht nur gegen die Interessen der Albaner und der Osmanen war, sondern auch für die westlichen Mächte und für Griechenland nicht wünschenswert sei. Gegenüber der türkischen Regierung trat er für ein das ganze albanische Siedlungsgebiet umfassendes Vilâyet ein.
1879 wurde Vasa mit dem Titel Pascha ausgezeichnet. 1883 wurde Vasa Gouverneur im Libanon; auf diesem Posten blieb er bis zu seinem Tod im Jahr 1892. 1978 wurden seine Gebeine aus Beirut in seine Geburtsstadt Shkodra überführt.

## Werk
Vasas literarisches Werk entstand zum größten Teil in den 50er und 60er Jahren des 19. Jahrhunderts, obwohl manches davon erst Jahre später gedruckt wurde. Er verfasste Gedichte, Novellen und Romane, Lehrwerke über die albanische Sprache, politische Schriften und eine Vielzahl von Artikeln in Zeitungen und Zeitschriften. Sein bekanntestes Werk ist das zwischen 1878 und 1880 entstandene Poem O moj Shqypni, in dem er seine Landsleute zur Einigkeit und zur Vaterlandsliebe aufruft. Dieses Gedicht ist heute Bestandteil im Sprachunterricht an den albanischen Schulen.

### Ausgewählte Schriften
- La mia prigionia, episodio storico dell’assedio di Venezia. (1850)
- La Bosnie et l’Herzégovine pendant la mission de Djevdet Efendi. (1865)
- Trëndafila dhe gjemba. (Gedichtsammlung, 1873)
- La vérité sur l'Albanie et les Albanais, étude historique et critique. (1879), deutsch im selben Jahr: Albanien und die Albanesen. Eine historisch-kritische Studie.
- O moj Shqypni. (Poem, 1878/80)
- Grammaire albanaise à l’usage de ceux qui désirent apprendre cette langue sans l’aide d’un maître. (1887)
- Bardha de Témal. Scènes de la vie albanaise. (Roman, 1890)